# Time shifting
Time shifting, cambio de tiempo o pausa en directo es un término que se refiere a la grabación de un programa de radiodifusión en un medio de almacenamiento para verla o escucharla después de la transmisión en vivo. Normalmente se usa en referencia a los programas de televisión, pero también puede referirse a programas de radio a través de podcasts.
En los últimos años, la llegada del grabador de video digital (DVR) ha facilitado la reproducción en diferido mediante el uso de una guía electrónica de programas (EPG) y la grabación de programas en un disco duro. Algunos DVR tienen otros métodos de time shifting posibles, como poder comenzar a ver el programa grabado desde el principio incluso si la grabación aún no está completa. En el pasado, el time shifting se realizaba con una videograbadora (VCR) y su función de temporizador, en la que la VCR sintoniza la emisora adecuada y graba el programa en una cinta de vídeo.
Estas características son aportadas por algunos aparatos de visualización de canales digitales terrestres y reproductores MP3 como el iPod Nano introducido en verano del 2009 por Apple para el momento en el que se escucha la radio, pausarla, y continuar escuchándola desde donde se había pausado.